# ヘビノボラズ
ヘビノボラズ（蛇上らず、学名：Berberis sieboldii Miq.）は、メギ科メギ属に分類される落葉低木の1種。属名（メギ属 Berberis）は、アラビア語名に由来する。種小名（sieboldii）は、ドイツの医師・博物学者で出島の三学者の1人であるフィリップ・フランツ・フォン・シーボルトに由来する。和名は、葉の縁に刺毛状の細かいのこぎり歯があり、枝には鋭い針状の棘があることから「蛇も登れない」という意味に由来する。別名が、トリトマラズ、コガネエンジュ。

## 特徴
樹高80 cmほどまで成長し、よく枝分かれし、樹形はほぼ球形。樹皮は暗灰色。枝は赤褐色で稜があり、葉の付け根には葉が変形した単一または3分岐した長さ5-15 mmの棘がある。冬芽は広卵形で、淡褐色で数個の芽鱗に包まれる。葉は主に短枝の先に集まって互生する。葉身は長さ3-9 cm、幅1-2 cmの倒卵形-倒披針形で、先端はやや鋭く基部はやや細くなって葉柄状になり、最大幅は先寄り。葉の縁には小刺毛が密生し、両面とも無毛で革質。若葉に赤紫色の斑紋がでるものがあるが、成長するにつれて消失する。葉の裏は古くなると白色を帯びる。5-6月に短枝の先から総状花序の黄色の花を散形状に垂れ下げてつける。花の直径は6 mmほど、花弁と広卵倒形の萼片は6個で。雄蕊は6個、雌蕊は1個で花柱は短い。花序は葉よりも短い。果実は直径6 mmほどの球形-楕円形の液果で、10-11月に赤く熟す。種子は平らで、ややへこんだ卵形-長楕円形で表面が薄褐色-黒褐色で、一端が時にやや歪む。

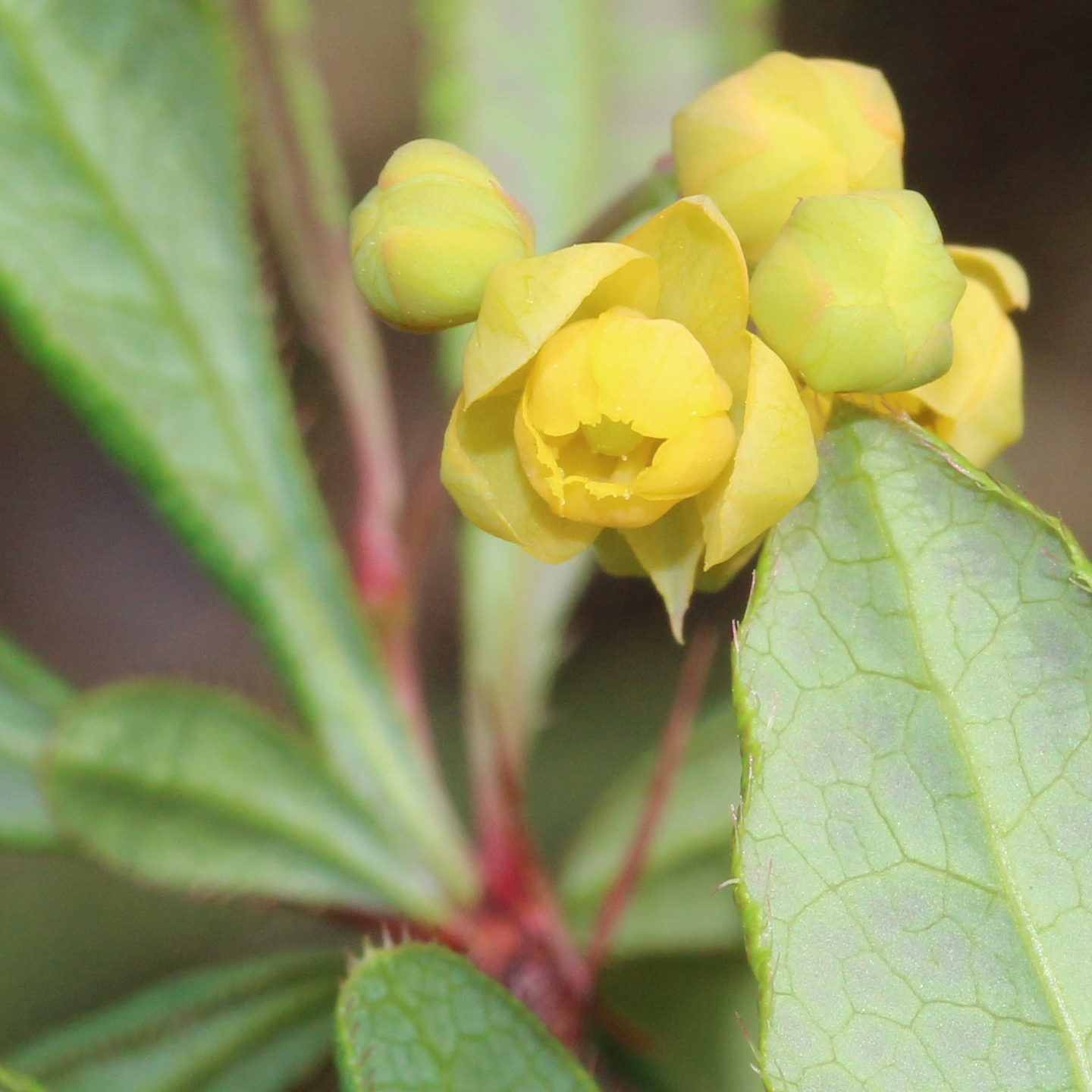
花（花弁と広卵倒形の萼片は6個）
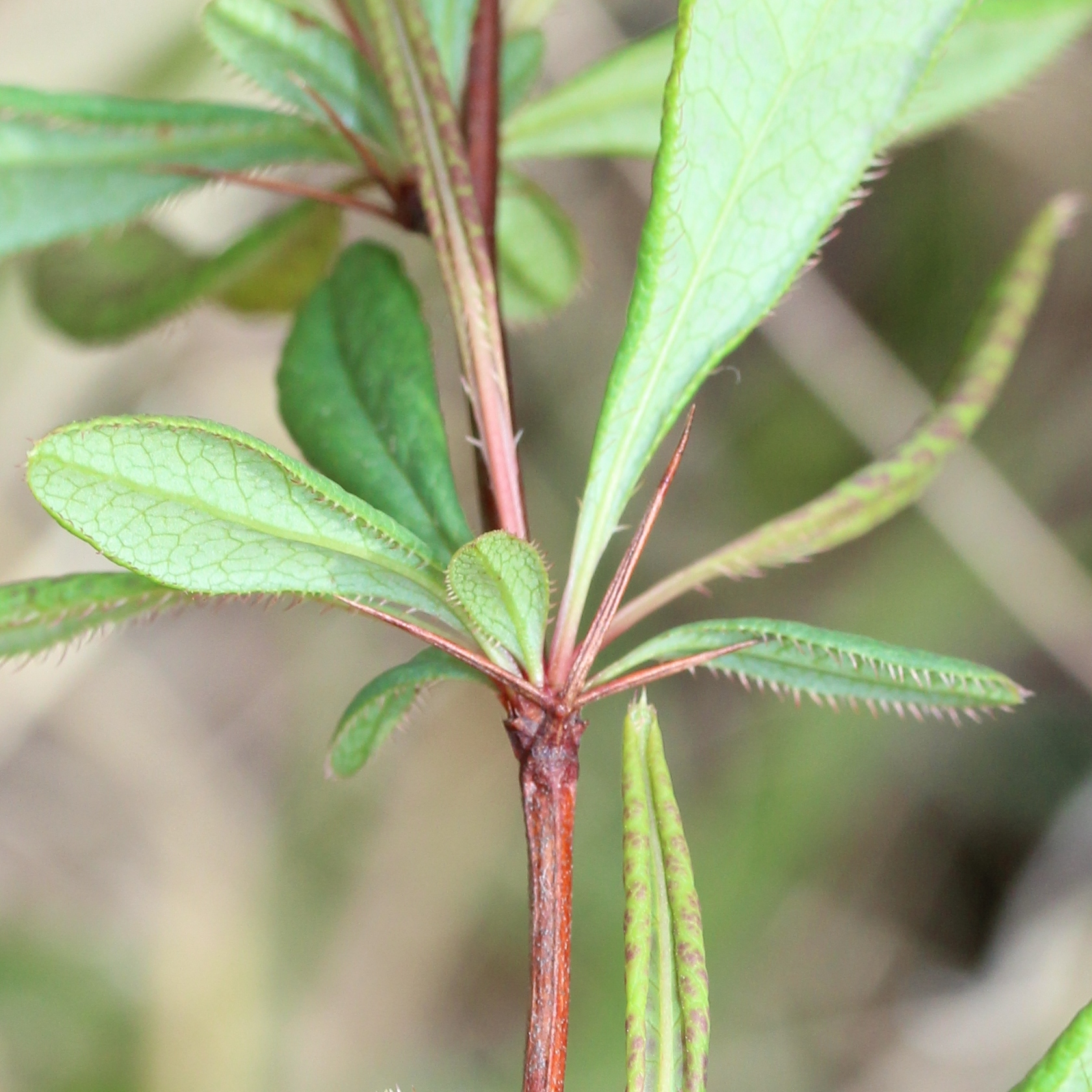
3分岐した棘、葉の縁には小刺毛が密生
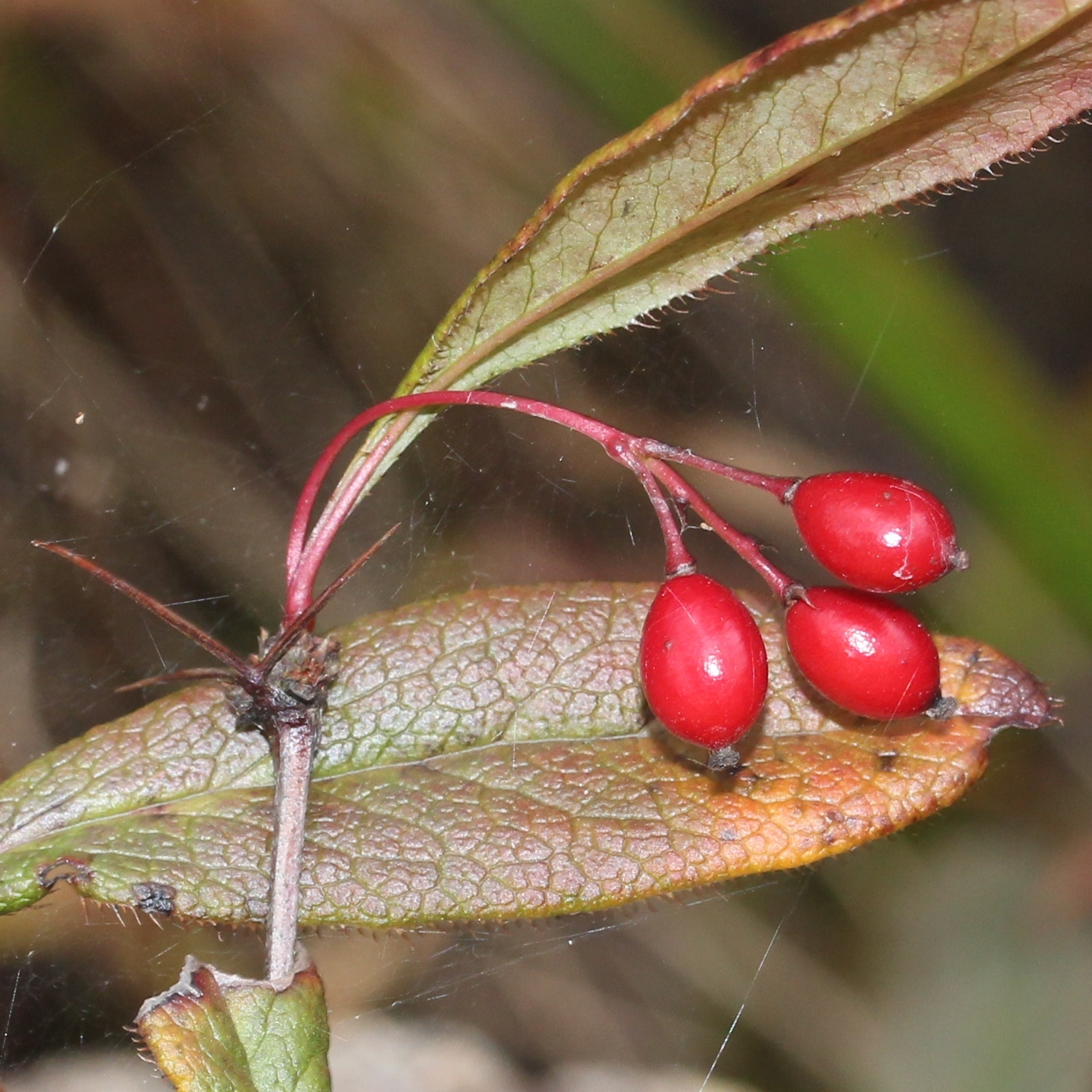
赤く熟した果実

## 分布・生育環境

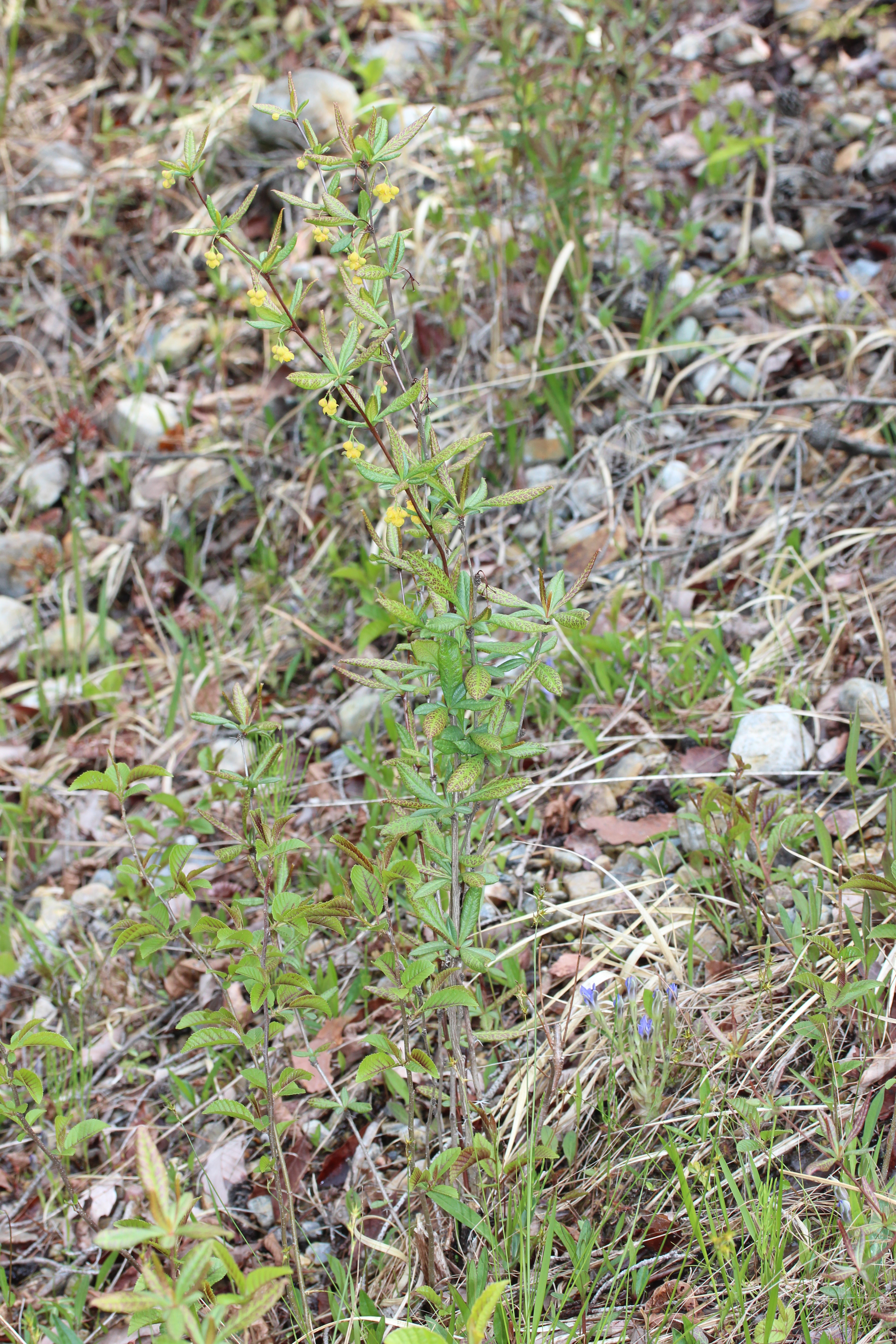
ハルリンドウなどと共に湿地付近に自生するヘビノボラズ

日本の固有種で、本州（中部地方西南部から近畿地方にかけて）と九州（宮崎県）のやや温暖地に分布する。東海丘陵要素植物群の1種とされている。
湿地付近などのやせ地にやや稀に生育する。

## 利用
材はベルベリンなどのアルカロイドを含み薬用にされる。葉を煎じると、眼病のときの洗眼に役立ち、茎や根は胃腸に効くといわれる。木材は寄せ木細工の材料となる。生垣として利用される。

## 種の保全状況評価
奈良県では、レッドリストで絶滅寸前種の指定を受けている。山梨県、長野県と宮崎県では、絶滅危惧種IB類（EN）の指定を受けている。岐阜県では個体数が大幅に減少している生育地があり、絶滅危惧II類（VU）の指定を受けている。京都府では生息地の湿地周辺の環境遷移が進んで個体数が減少傾向にあり、絶滅危惧種の指定を受けている。愛知県では、丘陵地の開発や湿地周辺の森林化に伴う環境遷移により個体数は減少していて、準絶滅危惧（NT）の指定を受けている。三重県でも準絶滅危惧（NT）の指定を受けている。

## 近縁種
ヒロハヘビノボラズ
広葉蛇上らす、学名：Berberis amurensis  Rupr.、ロシアアムール州、中国東北部、朝鮮半島から日本（北海道、本州、四国、九州）にかけて分布する。高さ3 m程まで成長し、葉の幅は1.5-3 cmでヘビノボラスよりも幅広い。

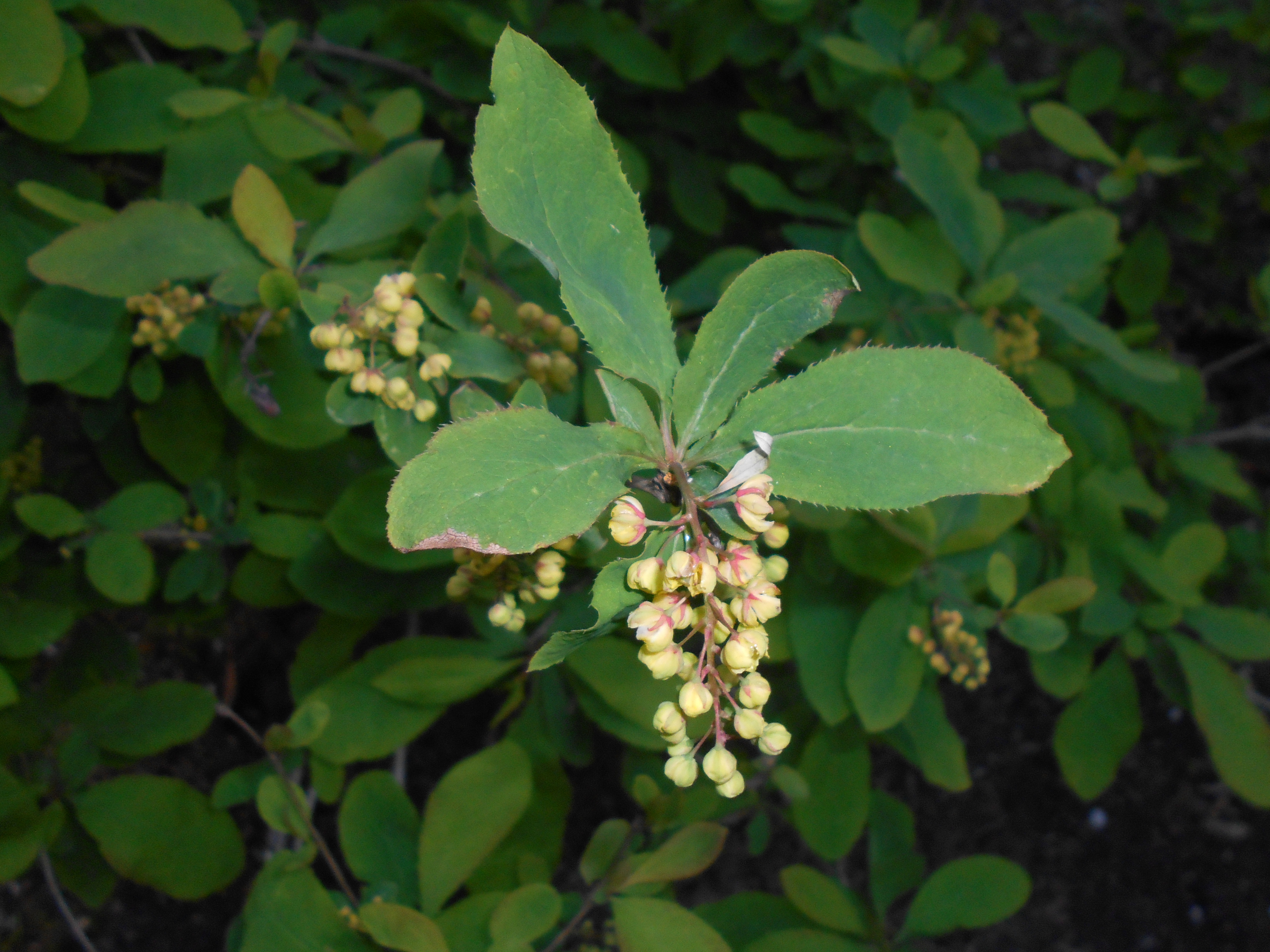
ヒロハヘビノボラズ

ホソバアカメギ
細葉赤目木、学名：Berberis sanguinea Franch.、中国西部に分布し、第二次世界大戦後に渡来して公園樹や庭木として利用されている。秋に果実が青黒色に熟す。

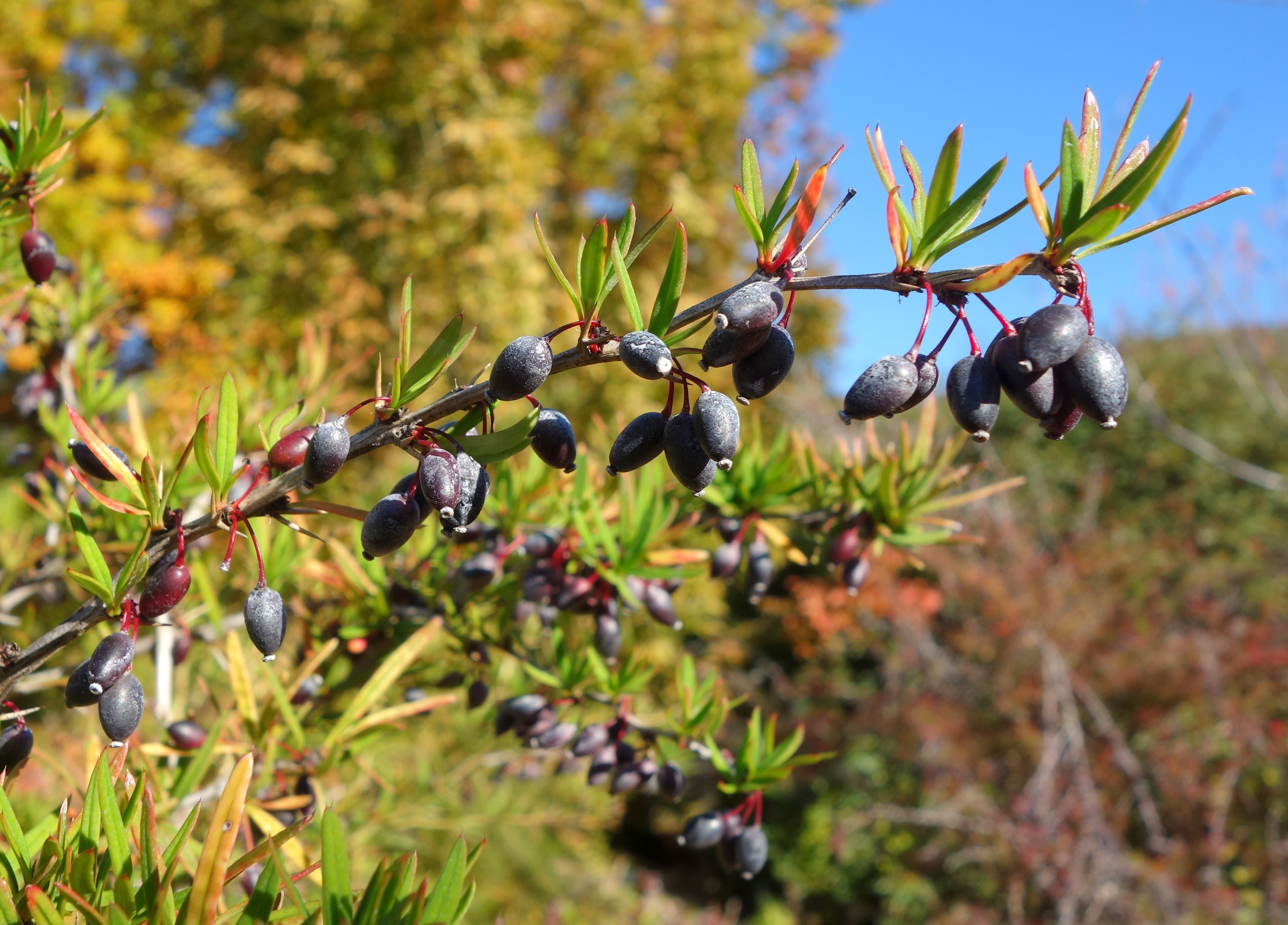
青黒色の実をつけたホソバアカメギ